# Ich bin neugierig (gelb)
Ich bin neugierig (gelb), schwedischer Originaltitel: Jag är nyfiken – gul, ist ein schwedischer Spielfilm mit dokumentarischen Elementen in Schwarz-Weiß. Regie führte Vilgot Sjöman, der auch das Drehbuch verfasste. In der Bundesrepublik Deutschland kam der Film das erste Mal am 1. März 1968 in die Kinos. Fast gleichzeitig drehte der Regisseur mit derselben Crew eine Fortsetzung unter dem Titel Jag är nyfiken – blå, zu deutsch Ich bin neugierig (blau), der im deutschen Sprachraum zunächst unter dem Titel Sie will’s wissen auf den Markt kam. Die Farben „gelb“ und „blau“ stehen für die Farben in der schwedischen Nationalflagge.

## Handlung
Die 20-jährige Schwedin Lena Nyman lebt noch im Haushalt ihres Vaters, eines Spießbürgers aus dem Arbeitermilieu, in dessen enger schäbigen Wohnung. Seine Tochter hält nicht viel von ihm, weil er im spanischen Bürgerkrieg desertierte. Für ihr Alter ist die junge Frau ungewöhnlich neugierig. In ihrem kleinen Zimmer stapeln sich Karteikästen und Ordner mit Archivmaterial,  das sie selbst zusammengetragen hat. Sie beabsichtigt, davon einmal eine populärwissenschaftliche Reportage zu machen. Vorher braucht sie aber noch weitere Informationen. Dabei geht es ihr nicht nur um ihre zahlreichen Liebhaber, mit denen sie an allen möglichen und unmöglichen Orten ihre sexuellen Phantasien auslebt, sondern auch um Antworten zu Fragen des schwedischen Sozialstaates und um Probleme, die angeblich jungen Leuten unter den Nägeln brennen. 
Bewaffnet mit Schreibzeug und Tonbandgerät macht sich Lena auf die Suche nach Personen, von denen sie glaubt, dass sie in ihr Raster passen könnten, und überschüttet sie mit provozierenden Fragen. Dabei werden im Film auch Ausschnitte aus Interviews eingeschoben, die der Regisseur mit realen Personen der Zeitgeschichte führte, z. B. mit Martin Luther King, dem russischen Dichter Jewgeni Jewtuschenko und dem schwedischen Politiker Olof Palme. Die Antworten wirken zu einem großen Teil frustrierend bis deprimierend auf Lena. Um dann wieder auf andere Gedanken zu kommen, frönt sie zwischen den Interviews immer mal wieder ganz hemmungslos der freien Liebe. Zu deren Ausübung ist ihr keine Stelle zu schade, sei es der Platz vor dem königlichen Schloss, das hohe Geäst eines alten Baumes, ein Teich im Park oder einfach nur der Fußboden in ihrem Zimmer.

## Kritiken
„Die Episoden ihrer (Anmerkung: Gemeint ist die Hauptfigur Lena) Bildungsreise, kombiniert mit sexualpolitischen Thesen und filmkritischen Exkursen, ergeben einen satirischen Bilderbogen voller Geschmacklosigkeiten, Spitzfindigkeiten und Provokationen. Ein ebenso respektloses filmisches Pamphlet, das viel von Sjömans privaten Obsessionen verrät, darüber hinaus aber kaum informativ ist und auch nur wenig intellektuelles oder ästhetisches Vergnügen bereitet.“

„Rücksichtslose und einseitige Polemik gegen politische, soziale und sexuelle Tabus, die, verwirrend und oberflächlich angelegt, wegen ihrer sexuellen Aggressivität und der damit verbundenen Spekulationen als verfehlt und geschmacklos abgelehnt werden muß.“

## Quelle
- Programm zum Film (Illustrierter Film-Kurier, Vereinigte Verlagsgesellschaften Franke & Co. KG, München, Bestellnummer 247)